# Hans Beimler
Hans Beimler (Múnich, 2 de julio de 1895-Madrid, 1 de diciembre de 1936) fue un sindicalista, miembro del Partido Comunista de Alemania (KPD) y diputado en el Reichstag -el parlamento alemán- en 1933. Fue un reconocido opositor al nazismo y murió al principio de la guerra civil española. 

## Biografía
Johannes Baptist Beimler nació el 2 de julio de 1895 en Múnich, hijo de Rosina Beimler, una cocinera soltera y trabajadora agrícola. Cuando era un bebé de tres semanas, fue enviado para criarse con sus abuelos maternos al pueblo de Waldthurn en la región de Oberpfalz, al noreste de Baviera. Su abuelo tenía un negocio de cerrajería y Beimler siguió la tradición familiar en este oficio. 
En 1913 se unió al Sindicato Alemán de Trabajadores del Metal (DMV). En 1914 fue reclutado para la Primera Guerra Mundial para alistarse en la Marina Imperial alemana (Kaiserliche Marine) sirviendo en un dragaminas donde ascendió y recibiría la condecoración militar Cruz de Hierro en 1917. En 1918, con el fin de la Primera Guerra Mundial y la derrota alemana, participó en la Revolución de Noviembre en Cuxhaven. Al regresar a Múnich, Beimler se unió al movimiento revolucionario marxista llamado Liga Espartaquista y en el período caótico que siguió al armisticio, durante el cual hubo varios gobiernos revolucionarios en Alemania, apoyó a la República Soviética de Baviera (Räterepublik) . 
En julio de 1919 Beimler se casó con Magdalene Müller en Hamburgo con quien tuvo una hija en 1919, Rosemarie, y (después de regresar a Baviera) un hijo, Johann en 1921. Después de una serie de infidelidades extramaritales de Beimler, Magdalena se suicidó en 1928.  En 1930, Beimler se casó con Centa Dengler, quien trabajaba en el Neue Zeitung del KPD en Múnich.
Después del derrocamiento del Soviet de Múnich por el Freikorps de derecha, Beimler se instaló en Múnich, donde se unió al Partido Comunista y fue elegido presidente de la rama local en el suburbio de Nymphenburg en Múnich. En 1921 fue arrestado por intentar sabotear el transporte de tropas y encarcelado durante dos años, pocos meses después del nacimiento de su segundo hijo. Después de su liberación, trabajó en la fábrica de locomotoras de Krauß & Co, donde se convirtió en líder sindical. En 1925 fue designado por el congreso de sindicatos de Múnich para representarlos en la primera delegación de trabajadores alemanes que visitó la Unión Soviética
Con el ascenso del Partido Nazi al poder, fue encerrado en el campo de concentración de Dachau en abril de 1933, consiguiendo escapar en mayo y exiliándose en España. 
Al inicio de la guerra civil española en 1936 se unió al ejército de voluntarios militares llamado Brigadas Internacionales, dentro del Batallón Thälmann. Falleció en el frente de Madrid poco después y fue enterrado en el cementerio de Montjuic en Barcelona.
Aunque en su momento se le rindieron grandes homenajes, terminada la guerra su mujer y varios compañeros de armas declararon que la bala que le había matado no provenía del enemigo, sino que esta había sido disparada por la espalda. Su expareja, Antonia Stern, afirmó que había sido asesinado por la GRU (por su compatriota Richard Staimer).
Es curioso que en las memorias de Justo Martínez Amutio tituladas "Chantaje a un pueblo", el autor comenta en primera persona este hecho: "Yo sospechaba que fue asesinado porque el mismo Hans Beimler, en este mismo despacho me comunicó sus temores dos días antes de regresar a Madrid, cuando vino a recoger reclutas y material. Sabía que su discrepancia con la política del Partido Comunista alemán y de Moscú le había hecho sospechoso, y me dijo que ya alguien le tachaba de desviacionista" pag:240.
Escribió unos relatos de su estancia en Dachau que aparecieron publicados en la Unión Soviética en agosto de 1933 con el título Im Mörderlager Dachau: Vier Wochen unter den braunen Banditen, Verlagsgenossenschaft ausländischer Arbeiter in der UdSSR. Fue uno de los primeros alemanes que dio a conocer a través de su obra los campos de concentración nazis. Sus escritos fueron traducidos al inglés, francés y el español, entre otros.
Los brigadistas alemanes fundarían una unidad a la que pusieron su nombre, el Batallón Hans Beimler.